# Erica fairii
Erica fairii är en ljungväxtart som beskrevs av Harry Bolus. Erica fairii ingår i släktet klockljungssläktet, och familjen ljungväxter. Inga underarter finns listade i Catalogue of Life.